# 瑞穂丸
瑞穂丸（みずほまる）は、日本の客船。スペイン最大級の客船インファンタ・イサベルを購入したもので、日中戦争や太平洋戦争で病院船として活動、1944年に軍隊輸送船として航行中に潜水艦により撃沈されて1300人以上の死者を出した。

## インファンタ・イサベル時代

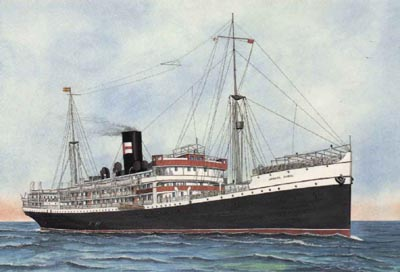
就役間もない1913年の「インファンタ・イサベル」を描いた絵。

本船は、イギリスのグラスゴーにあるホール・ラッセル・アンド・カンパニーの造船所で建造され、1912年（大正1年）9月に進水した。最初の船主はスペインのナビエラ・ピニリョス社で、船名は「インファンタ・イサベル」と命名された。外観は細長い1本煙突を有する典型的な1910年代のヨーロッパの客船で、2層オープンデッキの上部構造物を備えた赤道越え航路向けの仕様であった。主機関は四連成レシプロ機関2基で、スクリュー2基で推進した。竣工時、姉妹船「プリンシペ・デ・アストゥリアス」とともに、スペインでは最も近代的かつ最大級の客船であった。
竣工した「インファンタ・イサベル」は、スペインと南アメリカ大陸のブラジルやアルゼンチンの間を結ぶ定期航路に就航し、1926年（大正15年）まで14年間を過ごした。なお、この間の1916年（大正5年）3月5日に、姉妹船「プリンシペ・デ・アストゥリアス」は座礁沈没して445人が死亡する海難事故により失われている。

## 瑞穂丸時代

### 商業航海
1926年（大正15年）8月30日、「インファンタ・イサベル」は、大阪商船に売却されて「瑞穂丸」と改名した。当時の大阪商船は、日本本土と植民地の台湾を結ぶ定期航路の船質改善を進めており、1923年（大正12年）にも外国の中古客船2隻を購入して「扶桑丸」「蓬莱丸」と改名、台湾航路に投入していた。「瑞穂丸」は、船体や機関のオーバーホールと、和辻春樹の設計に基づく改装工事が施された。船室や公室は基本的にスペイン船時代のまま残されたが、三等船室の一部が畳敷きに変更された。
1927年（昭和2年）4月に改装工事を終えた「瑞穂丸」は、神戸＝基隆線に就航した。「瑞穂丸」は「扶桑丸」「蓬莱丸」と並んで日本の近海航路としては画期的な大型客船であり、3隻合わせて2週間に3便の定期運航で好評を博した。「瑞穂丸」は10年間に渡り台湾航路で平穏な航海を重ね、神戸＝基隆間を約300往復して乗客26万人以上・貨物100万トン以上を運んだ。この間、台湾航路のライバル企業であった日本郵船系列の近海郵船も、元ドイツ客船「吉野丸」に加え、1928年（昭和3年）にイタリアから中古客船2隻（改名して「朝日丸」「大和丸」）を購入して対抗している。
1935年頃になると大阪商船の台湾航路船も老朽化が目立ち始め、代替船が建造された。「瑞穂丸」も新造船「高砂丸」の竣工にあわせ、1937年（昭和12年）5月8日神戸発の便を最後に台湾航路を離れ、大連航路に配船された。

### 軍用船として
1937年（昭和12年）7月に日中戦争が勃発すると、「瑞穂丸」は日本陸軍によって徴用され、病院船に改装された。中国戦線の傷病兵を後送するのが主任務で、1939年（昭和14年）10月までに上海・大連・羅津から宇品・大阪へ38航海し、傷病兵約24,000人を運んだ。戦闘部隊の輸送にも使われた。
その後、太平洋戦争開戦までに「瑞穂丸」は軍隊輸送船に用途変更された。開戦時にはフィリピン攻略のため、1941年（昭和16年）12月22日にリンガエン湾での上陸作戦に参加。蘭印作戦でも、1942年（昭和17年）2月28日のジャワ島西部バンタム湾上陸作戦に参加した。
1942年10月29日付けで、日本の陸軍省から外務省に対して、「瑞穂丸」「さいべりや丸」「湖北丸」の3隻について戦時国際法に基づく病院船であることを、交戦相手国宛に通知するよう依頼がされた。そして、スペインなど中立国所在の在外公館を通じて、アメリカやイギリスなどに対して通知が実施されている。
野間（2002年）によれば、「瑞穂丸」は1942年（昭和17年）から1943年（昭和18年）にかけて、ラバウルやハルマヘラ島方面の輸送任務に就いていた。他方、戦後に厚生省援護局がまとめた『陸軍徴傭船舶行動調書』によれば、1942年後半は主に門司・宇品と基隆・大連・上海・青島など中国各地を往復していたほか、同年9月と10月にマニラやシンガポールへも赴いている。1943年3月から9月には、パラオやニューブリテン島のラバウル、ココポ方面でも行動した。『陸軍徴傭船舶行動調書』によれば、ハルマヘラ島への航海は1944年1月から2月にかけて行った。
1944年中頃、フィリピン防衛戦に備えた増援部隊の派遣が盛んになると、「瑞穂丸」も軍隊輸送船としてフィリピン方面への輸送に投入された。『陸軍徴傭船舶行動調書』によれば、1944年4月21日から6月8日に大阪とマニラを往復、同年6月15日から8月15日にも大阪発・宇品帰着でマニラとの間を無事に往復している。しかし、後述のとおり、「瑞穂丸」は、1944年9月21日、3回目のフィリピン行きの途中でアメリカ軍潜水艦の攻撃を受けて沈没した。

### 最後
1944年8月21日、「瑞穂丸」はフィリピンへ3回目の増援部隊輸送に向かうことになり、2個連隊5179人を収容して宇品から出航した。「瑞穂丸」は、門司でヒ船団の一つのヒ73船団（タンカー3隻・その他輸送船14隻・護衛は軽巡「香椎」以下6隻）に加入したが、出航翌日に排気煙が黒く目立って敵に発見されるおそれがあることを理由に、軍隊輸送船「黒龍丸」及び「あらびあ丸」とともに船団から除外された。「瑞穂丸」はこのときドック入り前の時期で、大量の船底付着物のため巡航可能な速度が11.5ノットに低下しており、原速12ノットのヒ73船団に付いていくことが困難だった。
8月31日、佐世保でヒ73船団から残置された「瑞穂丸」など3隻に「永萬丸」を加えて、モタ25船団が編成された。モタ25船団は、海防艦3隻の護衛を受けて出航し、途中で基隆に寄港しつつ、9月16日に高雄へ到着した。
「瑞穂丸」は高雄からタマ26船団（輸送船9隻・護衛艦4隻）に加入し、9月18日にマニラへ向けて出航した。船団の輸送船は2列縦隊を組み、「瑞穂丸」は基準船として右列5隻の先頭に位置した。タマ26船団は8ノットの低速で、敵潜水艦の発見が難しい夜間は停泊する戦術を採り、台湾南端の大坂埒（現在の南湾里）・サブタン島サブタン水道・フガ島フガ湾と小刻みに仮泊を繰り返しつつ航行した。
9月21日、ルソン島北端に到達したタマ26船団は、対潜航空機による援護も受けつつ、なるべく西岸に沿って南下を開始した。同日午前7時頃に護衛の航空機が敵潜水艦を発見して制圧を試みたが、アメリカ海軍潜水艦「ピクーダ」の雷撃によって「淡路丸」が撃沈された。午前8時35分頃、逃げる「瑞穂丸」はアメリカ海軍潜水艦「レッドフィッシュ」の雷撃を受けた。右舷に迫る魚雷を発見した「瑞穂丸」は面舵で回避しようとしたが間に合わず、船体中央の機関室、船尾の3番・4番船倉隔壁付近に魚雷を被弾、続けて船首の2番船倉付近にも魚雷が命中した。「瑞穂丸」は自衛用の備砲で応戦したが、浸水による船体の傾斜が激しく命中弾はなかった。沈没確実な状況となった「瑞穂丸」では、一等航海士の指示で前部マストに国旗が掲揚され、沈没直前に降下された。魚雷命中から約5分後に「瑞穂丸」はバンギ沖北緯18度37分 東経120度43分 / 北緯18.617度 東経120.717度の地点で沈没した。日中で波も穏やかなことや乗船将兵の多くが上甲板に出て涼んでいたことが幸いし、乗船将兵のうち4分の3が救助されたが、乗船将兵1316人と乗員25-81人が死亡した。
なお、救助された乗員の主力は、「奉天丸」に便乗して日本への帰路についたが、同年10月18日にカミギン島付近で空襲により撃沈されて41人が死亡した。また、負傷のため2人はルソン島サンフェルナンドで入院したが、ルソン島地上戦に巻き込まれて死亡した。